# Ипполит, Иван
Ипполит, Иван (07.10.1964) — голландский тренер по муай-тай и кикбоксингу суринамского происхождения. В прошлом титулованный спортсмен. Руководит известным клубом Вос Джим в Амстердаме.

## Биография
За свою спортивную карьеру он не раз становился чемпионом мира и Европы по муай-тай, савату и кикбоксингу.  После ее завершения Иван тренировал Эрнесто Хоста, Реми Боньяски, Гилберта Ивела и Мирко Филиповича. Его ученики многократно поднимались на пьедесталы на престижных в мировых турнирах, а некоторые считаются легендами ударных видов спорта.

### Спортивная карьера
- 1995 — победитель K-3 Гран-при '95
- 1995 — чемпион мира в среднем весе по версии W.M.T.C., стадион Люмпхини
- 1994 — победитель K-3 Гран-при «Голландская версия» ,76.2 kg
- чемпион мира по версии M.T.B.N.
- чемпион мира по версии W.M.T.A., 72 кг
- 1988 — чемпион по версии W.K.A. во втором полусреднем весе
- четырехкратный чемпион Европы по муай-тай по версии E.M.T.A.
- 1986 — чемпион Европы по сават

### Карьера тренера
Бойцов Вос Джима, где тренирует Ипполит, всегда отличает хорошая техника. Некоторое время Иван преподавал в паре с Эрнесто Хостом, который тоже воспитывался в этом зале. Клуб был открыт в 1978 году Йоханом Восом. В 1995 году основатель ушел на пенсию и передал управление в руки Ипполита. Иван преподает в паре с другим тренером — Франсуа Любберсом. В зале царит жесткая атмосфера, унаследованная из традиций киокушинкай карате, которое было базой для формирования голландской школы муай-тай и кикбоксинга. В зал приезжают бойцы из разных стран Европы и мира. Главный спарринговый день — среда. В феврале 2019 было  заявлено о начале совместной работы Вос Джим  с клубом Майка Пассенье Mike’s Gym. Оба зала будут существовать под одной крышей и вести скоординированную деятельность.

#### Йохан Вос (Фос)
Основатель клуба имел черный пояс по киокушинкай карате, изучал джиу-джитсу и имел спортивное образование. До открытия собственного клуба ассистировал в другом известном голландском зале — Мехиро Джим. Вос был учеником Яна Пласа, но судьба распорядилась так, что бывший наставник Йохана в 1990 году пришел тренером к нему в зал. Этот тандем дал миру большое количество спортивных звезд. Среди них — Иван Шпранг, упомянутый выше Эрнесто Хост, Люсия «Голландская разрушительница» Рейкер (в 1993 году она впервые вышла на ринг против мужчины по правилам май-тай), Жерар Гордо — участник первого боя по UFC в истории. Сегодня Йохан не занимается систематической тренерской деятельностью — он выступает в роли свободного тренера. Например, в середине двухтысячных он готовил Федора Емельяненко к бою с Мирко Филиповичем.